# Anselm de Nonantola
Anselm de Friuli o Anselm de Nonantola (Cividale, vers 723 - Nonantola, vers 803) va ser un duc llombard que es va fer monjo i va esdevenir abat de Nonantola. Fou canonitzat i és venerat com a sant.
Anselm va ser duc del Friül a Forum Iulium (moderna Cividale) al nord-est d'Itàlia llombarda. Va decidir fer-se monjo i l'any 750 va construir un monestir. El va construir a Fanano, un indret concedit pel rei dels llombards Astolf (Aistulf), que s'havia casat amb la germana d'Anselm, Gisaltruda.
Dos anys més tard, al voltant de 752, va fundar i va ser el primer abat del monestir de Nonantola, també prop a Mòdena, al nord-est de la ciutat, un indret també lliurat per Astolf. Més tard va anar a Roma, on el papa Esteve II el va investir amb l'hàbit de Sant Benet i el va nomenar abat de Nonantola. Va crear diversos hospicis per poder atendre als pobres i els malalts, on eren cuidats pels monjos.
El 756 el rei Desiderius va succeir a Aistulf i de les facilitats per dur a terme les seves fundacions va passar a l'ostracisme. Desiderius el va desterrar de Nonantula, i es va passar els set anys de l'exili a l'Abadia de Montecassino, fins al 774.
Quan Carlemany va caputurar Desiderius per empresonar-lo, Anselm va poder tornar. Compliria cinquanta anys com abat de Nonantula, on va morir el 803. Va tenir a les seves ordres 1.144 monjos en diversos monestirs, sense comptar els novicis. També va fundar diversos hospitals amb els seus béns o donatius del rei.
Va ser nomenat patró d'aquesta ciutat. Canonitzat per l'Església Catòlica, és recordat el 3 de març. Fins a 1083, Nonantola fou un monestir imperial que després del temps d'Anselm sovint va patir interferències imperials en l'elecció dels seus abats.